# Campionati nazionali di ciclismo su strada
I Campionati nazionali di ciclismo su strada sono eventi svolti annualmente da ogni nazione per designare i campioni nazionali delle diverse discipline del ciclismo su strada. In molti casi, vengono disputati nelle prime settimane di giugno, periodo designato apposta dal calendario internazionale. Nelle nazioni dell'Oceania, Australia e Nuova Zelanda, si tengono nel tardo gennaio, mentre negli Stati Uniti si disputano in settembre.

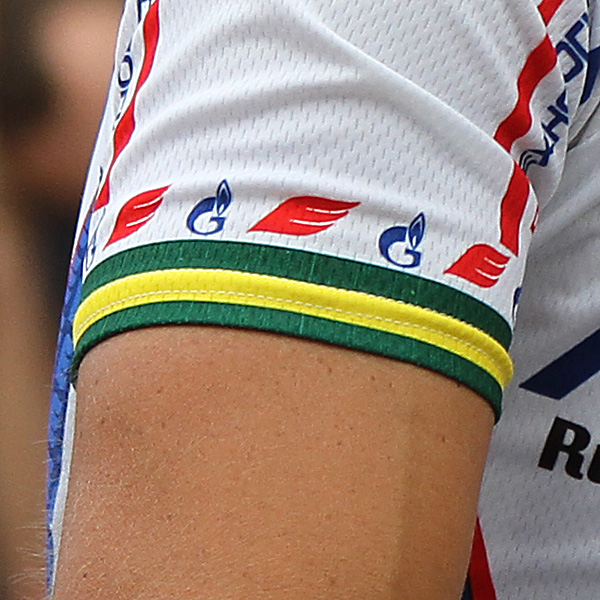
La banda di campione nazionale australiano sulla maglia di Robbie McEwen

Vengono assegnati i titoli di campione nazionale in linea ed a cronometro, nelle categorie Uomini Elite, Uomini Under-23 e Donne.

## Maglia distintiva
Ogni campione nazionale è distinto da una particolare maglia che spesso riporta la bandiera o semplicemente i colori distintivi della nazione. I corridori campioni nazionali sono autorizzati ad indossarla nell'anno in cui sono campioni, mentre successivamente possono indossare i colori nazionali sulla scollatura o in bande attorno alle braccia.